# 아시가라정
아시가라정(일본어: 足柄町)은 일본 가나가와현 아시가라시모군에 있던 정이다. 

## 지리
가나가와현 서부, 현재의 오다와라시 중부에서 북서부에 걸쳐 위치하며, 사쿠사마강의 서쪽 기슭을 차지한다. 

## 역사
- 1908년 4월 1일 - 아시코촌, 후타가와촌, 구노촌, 도미즈촌이 합병해, 아시가라촌이 성립하였다.
- 1940년 2월 1일 - 정으로 승격해 아시가라정이 되었다.
- 1940년 12월 20일 - 오다와라정, 오쿠보촌,하야카와촌 및, 사카와정의 일부와 합병해 오다와라시가 성립해, 동일 아시가라정은 폐지되었다.

## 교통

### 철도
- 다이유잔 철도(현 이즈하코네 철도 다이유잔선)
- 오다와라 급행철도 (현 오다큐 전철)
  - 오다와라선

## 참고 문헌
- 角川日本地名大辞典編纂委員会,『角川日本地名大辞典 神奈川県』1984, 角川書店